# Bairbre de Brún

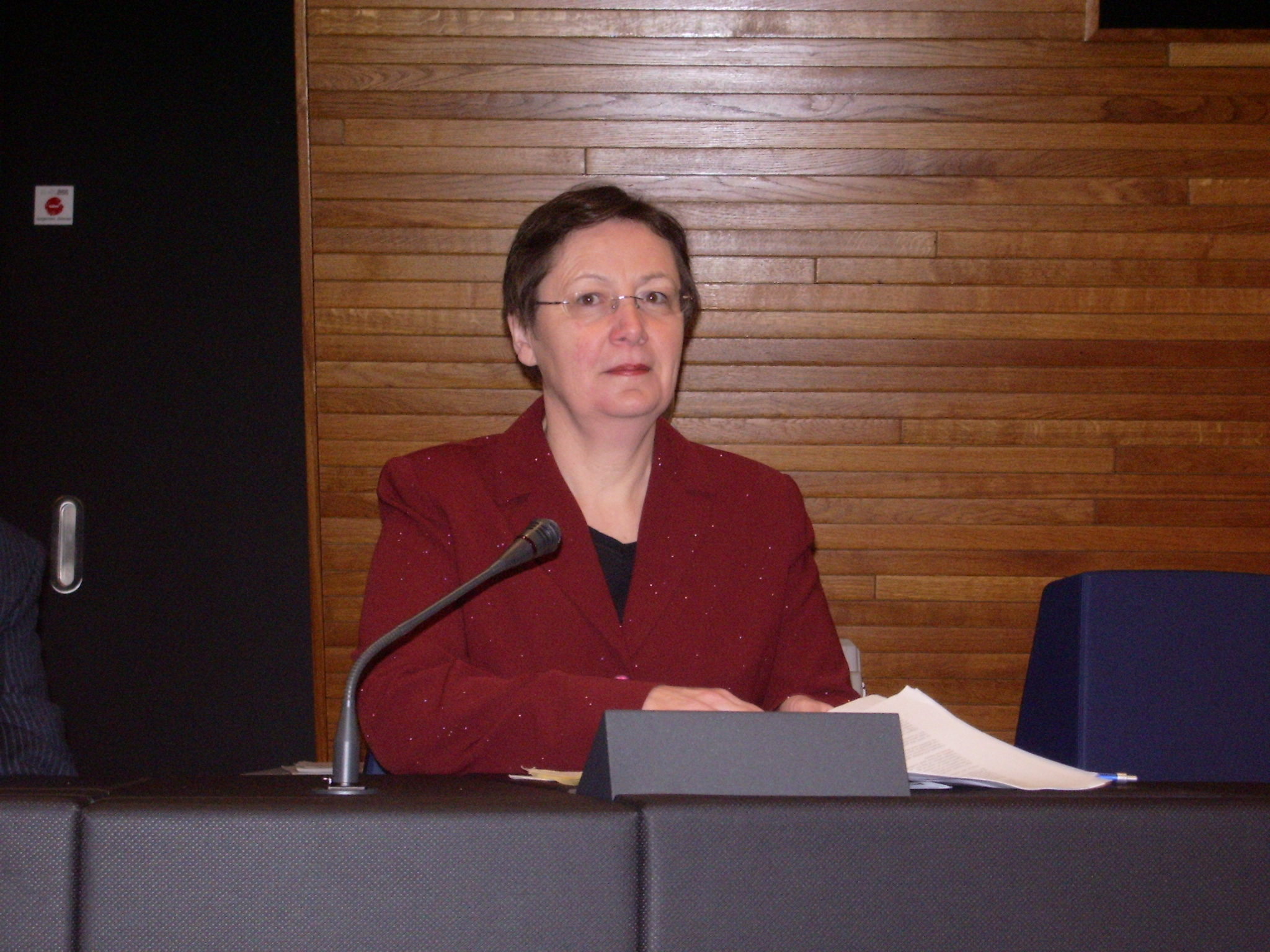
Bairbre de Brún

Bairbre de Brún (n. 10 ianuarie 1954, Dublin, Irlanda) este un om politic nord-irlandez, membru al Parlamentului European în perioada 2004-2009 din partea Regatului Unit.
1. ↑  „Bairbre de Brún”, Gemeinsame Normdatei, accesat în 15 decembrie 2014
2. ↑  „Bairbre de Brún”, Gemeinsame Normdatei, accesat în 29 martie 2015
3. 1 2  TheyWorkForYou